# Las Torres de Cotillas
Las Torres de Cotillas er en by og kommune i det sydøstlige Spanien i Murcia-regionen. Den har et indbyggertal på 22.406 (2024) indbyggere.